# Пера Добриновић
Петар Пера Добриновић (Београд, 11. јун 1853 — Нови Сад, 21. децембар 1923) био је глумац и редитељ Српског народног позоришта у Новом Саду и Народног позоришта у Београду.

## Младост
Пера Добриновић рођен је у Београду, у породици берберина Јована Добриновића. Његов отац је до Буне 1848. у Сремским Карловцима имао властиту берберску радњу, а потом је прешао у Београд, где је наставио берберски занат, радећи и као „хирург“. После основне школе завршио је три разреда гимназије, што је по очевом мишљењу било довољно за берберина, па је постао шегрт у његовој радњи, где је као калфа радио и касније славни глумац Тоша Јовановић. Јовановић је, загрејан одмалена за глуму, напустио берберски занат и добио ангажман у Народном позоришту. На његову препоруку, марта 1870. године Пера Добриновић уписује тадашњу прву српску глумачку школу. Глуму је учио код глумца Алексе Бачванског, а предавали су му и Јован Ђорђевић, Јован Бошковић и др. У школи је провео непуну годину дана, а кад је она 7. новембра 1870. укинута Ђорђевић му је, као тадашњи управник, издао декрет којим је примљен за привременог члана Народног позоришта.

## Позоришна каријера
Незадовољан својим статусом у Народном позоришту од фебруара до јула 1872. глуми је у путујућем позоришту Лазе Поповића, а потом је до 10. јуна 1873. поново у Народном позоришту. Када је позориште, због финансијске кризе, 10. јуна 1873. привремено затворено Пера Добриновић је био међу глумцима који су остали без посла. Тада се придружује трупи Димитрија Коларевића, која је давала представе у београдској Пивари, а прелазила је и у Земун. Пера је већ тада запажен као добар комичар. На позив Антонија Хаџића, тадашњег управника Српског народног позоришта, долази са Димитријем и Драгињом Ружић у Вршац, где позориште у том тренутку гостује и ту 25. августа 1873. добија ангажман у овом позоришту. Године 1884. жени се Јелисаветом - Јецом Добриновић, једном од ћерки свештеника Луке Поповића из Врањева. Овом женидбом Пера улази у чувену „уметничку династију” поп-Луке Поповића. После Јецине смрти Пера се жени млађом колегиницом, такође глумицом овог позоришта, Зорком Ђуришић, чиме се удаљава од овог утицајног круга. Пера Добриновић у Српском народном позоришту остаје до 1. децембра 1912. године. Почетком 1913. се, жељан промене, са својом трећом супругом Саром враћа у Београд, где није дуго играо јер је избио Први светски рат. Крајем 1915, у јеку најжешћих борби, њих двоје су из Скопља избегли у Грчку. У Атини су наступали у театру „Димотикон“. Крајем 1916. боравили су кратко време у Риму, а 1917. су наступали и у Ници, у Француској. По завршетку Првог светског рата Сара се одрекла глумачке каријере да би се потпуно посветила мужу, тако да је он могао да настави да игра. У београдско Народно позориште се вратио 2. маја 1919. и у њему је играо и режирао до краја живота. Педесетогодишњицу глумачког рада прославио је 2. марта 1923. у комадима Чикина кућа И. И. Мјасницког и Дон Пијетро Карузо Р. Брака.
Био је глумац раскошног талента иако није имао природних предиспозиција за улоге сценских хероја. Био је мали растом, дебео, округао, имао ноге као у детета. Његове очи су биле крупне и буљаве али дивне, радознале, светле, свако их је волео и без снебивања стајао пред њима. Глас му је био звонак, нешто поцепан и резак, умео је њиме у октавама да жонглира, да шапће и грми. У свим улогама давао је како је тачно запазио Милан Грол - оно што је највеће у глумачкој вештини. Играо је трагичне и комичне улоге домаћег и страног репертоара међу који су познате по свом богатству и разноликости: Кир Јања (Стерија), Јаго (Шекспир, Отело), Ричард III (Шекспир), Мита Крадић (Тот, Сеоска лола), Пантелија (Округић - Сремац, Саћурица и Шубара), Штанцика (Трифковић, Избирачица) и др.

### Рад на филму
Године 1922. Пера Добриновић режирао је кратки пропагандни филм против алкохолизма Трагедија наше деце и у њему играо улогу пијаног оца који злоставља породицу. То је једини снимак Добриновићеве глуме, а филм се чува у Југословенској кинотеци.

### Смрт великог глумца
Дана 21. децембра 1923. године Пера Добриновић је дошао у нови Сад да обележи 50-огодишњицу уметничког деловања и 70-огодишњицу живота улогом Јована у Љубавном писму, истом ролом којом је и започео каријеру у Српском народном позоришту. Док га је новосадска публика нестрпљиво очекивала, он се у гардероби у великој нервози шминкао. Имао је проблема и са оком, јер га је у једној ранијој прилици повредила затрована боја од шминке. И срце му је тих дана попуштало, а требало је поново да изађе пред своју верну публику. Пријатељима је узбуђено рекао: „Ја ово нећу преживети“, што се и десило. Умро је од срчане капи у гардероби, маскиран, спреман да на знак звона изађе на сцену. У Новом Саду је 22. децембра 1921. приређен величанствени испраћај његових посмртних остатака. Поворка се споро кретала ка Железничкој станици, успут су све радње биле затворене, заставе извешане на пола копља, а народ је немо стајао на тротоарима. Петар—Пера Добриновић сахрањен је на београдском Новом гробљу. Његова удовица Сара је умрла 1938.

## Сећања
Пера Добриновић је први српски глумац којем је подигнут јавни споменик и то 1982. године испред зграде Српског народног позоришта у Новом Саду (рад Миланка Мандића). У фоајеу овог позоришта налази се и његова биста (рад Сретена Стојановића, 1951). Двадесетих година 20. века портретисао га је Урош Предић и тај портрет, уље на платну, налази се у Позоришном музеју Војводине у Новом Саду. Једна новосадска улица, носи његово име. Име овог великог глумца носе и улице у Зрењанину и Крагујевцу.